# Efesíaques
Les Efesíaques (en grec antic: Ἐφεσιακά, Ephesiaká), dites també Àntia i Habròcomes o, més exactament, Històries efèsies sobre Àntia i Habròcomes (Τὰ κατὰ Ἀνθίαν καὶ Ἁβροκόμην), és una novel·la grega d'època romana, atribuïda per Xenofont d'Efes, un autor del qual no se sap pràcticament res, però que se situa en general en el segle ii.
El text ha sobreviscut en un únic manuscrit de la Biblioteca Laurenziana de Florència copiat a les acaballes del segle XIII. Conté altres tres novel·les primerenques (Dafnis i Cloe, Leucipe i Clitofont i Quèreas i Cal·lírroe). La novel·la consta de cinc llibres, però podria ser un epítom o resum, car la Suda afirma que n'eren deu. Avui hom tendeix a pensar que, en efecte, n'eren cinc i la informació de la Suda pogué ser una error de còpia.

## Argument
Àntia i Habròcomes, dos adolescents d'Efes, estan enamorats. L'oracle d'Apol·lo a Colofó prediu que tots dos passaran moltes proves abans de trobar la felicitat.

## Traducció
En català, hi ha la traducció feta per Carles Miralles i Solà de la Fundació Bernat Metge.